# Macroteleia indica
Macroteleia indica är en stekelart som beskrevs av Sharma 1978. Macroteleia indica ingår i släktet Macroteleia och familjen Scelionidae. Inga underarter finns listade i Catalogue of Life.